# 角田次朗
角田次朗（日语：つのだじろう，1936年7月3日—），日本漫畫家、心靈研究者。

## 經歷
東京府東京市下谷區（現東京都台東區）出身，小學二年級時為避空襲，舉家遷至福島縣，二戰結束後才回到東京。新宿區立淀橋中學校、東京都立青山高等學校畢業。
高中時因為觀看自家附近棒球比賽，認識了擔任球隊監督的漫畫家島田啓三，持自己的作品向島田請教。1955年短篇漫畫〈新・桃太郎〉刊登於《漫畫少年》而出道，認識了同樣投搞《漫畫少年》的年輕漫畫家們，因此契機加入新漫畫黨，並時常出入常盤莊，1963年至1971年間與其他常盤莊的漫畫家一起經營動畫企畫製作公司工作室·零。
1961年以少女漫畫《ばら色の海》榮獲第二屆講談社兒童漫畫賞。爾後移籍少年向雜誌，因為超自然事物感興趣，常以此題材創作，其他知名作品還有將棋漫畫《5五之龍》等。

## 作品列表
- スーパー万兵衛（1957年、月刊「少年」、光文社）
- ルミちゃん教室（1958年、Ribbon、集英社）
- ばら色の海（1961年、Nakayoshi、講談社）
- ブラック団（1964年、週刊少年Sunday、小学館）
- 俺の太陽（1965年 - 1966年、週刊少年Sunday、小学館）
- 忍者あわて丸（1965年 - 1968年、週刊少年King、少年画報社、電視動畫「ピュンピュン丸」的原作）
- 怪虫カブトン（1966年、週刊少年Sunday）
- グリグリ（1967年、週刊少年Sunday、小学館）
- てなもんや一本槍（1968年、週刊少年Sunday、小学館、同名Comedy-drama的comicalize版、原作：香川登志緒）
- ドリフターズですよ!特訓特訓また特訓（1969年、週刊少年King、少年画報社、同名東寶電影的comicalize版）
- 發の罠（1969年、Play Comic11月10日号、秋田書店）
- 虹をよぶ拳（1969年 - 1971年、冒険王、秋田書店）
- 空手バカ一代（1971年 - 1973年、週刊少年Magazine、講談社）
- 泣くな! 十円（1971年 - 1973年、週刊少年Champion、秋田書店）
- 女たちの詩シリーズ（1971年 - 1973年、Play Comic、秋田書店）
- マホメット（1972年1月 - 同年4月、漫画Sunday、小学館、未単行本）
- うしろの百太郎（1973年 - 1976年、週刊少年Magazine）
- 亡霊学級（1973年、週刊少年Champion）
- 恐怖新聞（1973年 - 1976年、週刊少年Champion）
- メギドの火（1976年、週刊少年Sunday）
- その他くん（1976年、週刊少年Magazine）
- グリグリジャイアンツ(1977年、小学一年生)
- 呪凶介PSI霊査室（1977年、週刊少年King）
- ときめきの墓（1977年 - 1978年、週刊明星、集英社）
- ゴッドハンド（1978年、週刊少年Champion）
- 魔子（1978年、Big Comic、小学館）
- 5五の龍（1978年 - 1980年、週刊少年King）
- 銀座花族（1980年、週刊女性、主婦と生活社、電視動畫「虹子の冒険」的原作）
- 真夜中のラヴ・レター（1981年、週刊女性、主婦と生活社）
- 蓮華伝説（漫画Goraku）
- 新うしろの百太郎（週刊少年Magazine、講談社）
- 学園七不思議（1986年 - 1989年、Suspension、秋田書店、電視動畫「ハイスクールミステリー学園七不思議」的原作）
- 新説百物語（1987年 - 1990年、月刊Halloween、朝日Sonorama）
- ホラーペンション（1987年、月刊Halloween、電視劇化）
- 恐怖新聞II（1990年 - 1993年、Suspension）
- うしろの百太郎 平成版
- 恐怖新聞 平成版
- うしろの始皇帝（2006年、学習研究社刊）活字本新刊
- つのだじろうの浮世絵春画ばなし（2007年Softbank creative刊）活字本新刊

其他作品大多數都是短篇。

## 関連項目
- 梶原一騎